# Craponne
Craponne este o comună în departamentul Rhône din sud-estul Franței. În 2009 avea o populație de 8.895 de locuitori.

## Evoluția populației
| An        | 1975  | 1982  | 1990  | 1999  | 2006  | 2009  |
| --------- | ----- | ----- | ----- | ----- | ----- | ----- |
| Populație | 4.592 | 5.536 | 7.048 | 8.002 | 8.639 | 8.895 |